# ایسکمی

ایسکمی واسکولار در انگشت پا با مشخصه سیانوز

ایسکِمی (به انگلیسی: Ischemia) اصطلاحی پزشکی به معنی ایست خون است که به کم‌رسیدن خون، به اندام یا ناحیه‌ای از بدن گفته می‌شود.
ایسکمی به صورت حاد باعث کمبود اکسیژن و به صورت مزمن باعث کمبود مواد مغذی به بخش‌هایی هدف می‌شود و این امر باعث آسیب به بافت‌ها یا سوءکارکرد اندام می‌گردد. بر حسب اندام هدف ممکن است باعث مرگ بر اثر سکته قلبی یا کبودی پا شود.
ایسکمی به محدودیت در تأمین خون به بافت، گروه عضلانی، یا هر عضو بدن اشاره دارد که منجر به کمبود اکسیژنی می‌شود که برای متابولیسم سلولی و زنده نگه داشتن بافت ضروری است. این حالت معمولاً به علت مشکلاتی در رگ‌های خونی ایجاد می‌شود که منجر به آسیب یا اختلال در عملکرد بافت‌ها می‌شود، از جمله هیپوکسی و اختلال در عملکرد میکروواسکولار. این وضعیت می‌تواند به دلیل تنگی رگ‌ها (مانند وازوکانستریکشن، ترومبوز یا آمبولی) به صورت موضعی باعث هیپوکسی شود.

## تأثیرات ایسکمی بر بدن
ایسکمی تنها باعث کمبود اکسیژن نمی‌شود، بلکه در دسترس بودن مواد مغذی را کاهش داده و از دفع مناسب ضایعات متابولیکی جلوگیری می‌کند. ایسکمی می‌تواند به صورت جزئی (پرفیوژن ناکافی) یا انسداد کامل باشد. برای رفع این مشکل، یا باید علت کمبود خون اکسیژن‌دار درمان شود یا نیاز اکسیژن بافت کاهش یابد. برای مثال، در بیماران مبتلا به ایسکمی میوکارد، جریان خون به قلب کاهش یافته و داروهایی تجویز می‌شود که اثرات کرونوترپیک و اینوتروپیک را کاهش دهند تا سطح جدیدی از تأمین خون توسط عروق باریک‌شده پاسخگو باشد.

## علائم و نشانه‌های ایسکمی
علائم ایسکمی بسته به محل وقوع و میزان کاهش جریان خون متفاوت است. به عنوان مثال، ایسکمی حاد اندام ممکن است با علائمی همچون درد، رنگ‌پریدگی، نبود نبض، پارستزی (احساس غیرطبیعی)، فلج، و تغییر دمای بدن همراه باشد. در صورت عدم مداخله فوری، ایسکمی می‌تواند به سرعت منجر به نکروز بافت و گانگرن در عرض چند ساعت شود. فلج یکی از علائم دیرهنگام ایسکمی شریانی حاد است و می‌تواند نشان‌دهنده مرگ اعصاب تغذیه‌کننده اندام باشد. حتی پس از بازگردانی جریان خون، آسیب عصبی ممکن است دائمی بماند.

## ایسکمی قلبی
ایسکمی قلبی ممکن است بدون علامت باشد یا باعث درد قفسه سینه شود که به آن آنژین صدری گفته می‌شود. این حالت زمانی رخ می‌دهد که عضله قلب (میوکارد) خون کافی دریافت نکند. این مشکل معمولاً ناشی از آترواسکلروز است که در آن پلاک‌های کلسترول‌دار به تدریج در شریان‌های کرونری تجمع می‌یابند. در بسیاری از کشورهای غربی، بیماری ایسکمی قلبی شایع‌ترین علت مرگ در مردان و زنان و از عوامل اصلی بستری شدن در بیمارستان‌ها است.

## ایسکمی در دستگاه گوارش و مغز
ایسکمی می‌تواند بر روده کوچک و بزرگ تأثیر بگذارد. انسداد جریان خون به روده بزرگ به نام کولیت ایسکمیک و به روده کوچک ایسکمی مزانتریک شناخته می‌شود. در مغز، ایسکمی به کمبود جریان خون در مغز اشاره دارد و می‌تواند حاد یا مزمن باشد. سکته مغزی ایسکمیک حاد یک اورژانس عصبی است که معمولاً به دلیل لخته خونی که جریان خون در یکی از عروق مغزی را مسدود می‌کند، رخ می‌دهد. ایسکمی مزمن مغزی ممکن است منجر به نوعی زوال عقل به نام زوال عقل عروقی شود. اپیزودهای کوتاه ایسکمی مغزی (که علائم آن فقط چند دقیقه طول می‌کشد) به عنوان حمله ایسکمیک گذرا (TIA) شناخته می‌شود و می‌تواند هشداری برای سکته‌های جدی‌تر باشد.

## سبب‌شناسی
از عوامل پدیدآورنده ایسکمی می‌توان موارد زیر را نام برد:
- آترواسکلروز (تصلب شرایین)
- لخته‌شدن خون
- انقباض عروق
- اختلالات مادرزادی قلبی
- آمبولیسم
- تروما به سر
- فشار پایین خون Hypotension
- بیماری سلول داسی‌شکل
- خفگی
- تاکی‌کاردی (ضربان زیاد)
- کمبود گلوکز خون
- برخی از تومورها
- یخ زدگی
- سرمازدگی

## انواع
از مهم‌ترین انواع ایسکمی می‌توان ایسکمی مغزی، ایسکمی قلبی، ایسکمی روده، ایسکمی پوستی و روده‌بندی و ایسکمی کلیه را نام برد.